# Surinaamse parlementsverkiezingen 2020/Kandidatenlijst/Marowijne
Dit is de lijst van kandidaten voor de Surinaamse parlementsverkiezingen in 2020 in Marowijne. De verkiezingen vinden plaats op 25 mei 2020.
De onderstaande deelnemers kandideren op grond van het districten-evenredigheidsstelsel voor een zetel in De Nationale Assemblée. Elk district heeft een eigen lijsttrekker. Los van deze lijst vinden tegelijkertijd de verkiezingen van de ressortraden plaats. Daarvoor geldt het personenmeerderheidsstelsel. De kandidaten voor de ressortraden staan hieronder niet genoemd.

## Kandidaten
Hieronder volgen de kandidatenlijsten op alfabetische volgorde per politieke partij.

### Algemene Bevrijdings- en Ontwikkelingspartij(ABOP)
1. Ronnie Brunswijk
2. Marinus Bee
3. Geneviévre Jordan

### Alternatief 2020(A20)
1. Jan Betterson
2. Louis Biswane
3. Yvonne Pinas

### Broederschap en Eenheid in de Politiek(BEP)
1. Jona Gunther
2. Majorie Mamooi
3. Leonid Pinas

### De Nieuwe Wind(DNW)
1. Iwan John Samuel[5]
2. Earlen Gilliano Lenz[5]

### Hervormings- en Vernieuwingsbeweging(HVB)
1. Rosanna Asaisie
2. Derik Resowidjojo
3. Sebese Akrosie

### Nationale Democratische Partij(NDP)
1. Claudie Sabajo
2. Clyde Senwai
3. Nicolas Prisiri

### Nationale Partij Suriname(NPS)
1. David Mikoi Koina
2. Eline Kasanmonadi
3. Mariano Pintoe Raino

### Partij voor Recht en Ontwikkeling(PRO) /Amazone Partij Suriname(APS)
1. Gary Dilan King
2. Josta Pinas
3. Annemarie Pané

### Surinaamse Partij van de Arbeid(SPA)
1. Marita Akoi
2. Uitenwerf Ifia Juliana

### Volkspartij voor Vernieuwing en Democratie(VVD)
1. Gregory Aliamale
2. Ke-Jenette Martinus

### Vooruitstrevende Hervormings Partij(VHP)
1. Rosinah Tomopawiro-Van Brussel
2. Daniël Prika
3. John van Genderen

Kandidaten per partij: A20 · 
ABOP · 
BEP · 
DA'91 · 
DNW · 
DOE · 
HVB · 
NDP · 
NPS · 
PALU · 
PL · 
PRO/APS · 
SDU · 
SPA · 
STREI! · 
VHP · 
VVD
Kandidaten per district: Brokopondo · 
Commewijne · 
Coronie · 
Marowijne · 
Nickerie · 
Para · 
Paramaribo · 
Saramacca · 
Sipaliwini · 
Wanica